# Abzu
Abzu hoặc Apsu (Chữ hình nêm: 𒀊 𒀊, ZU.AB; Tiếng Sumer: abzu; Tiếng Akkad: apsû, ), còn được gọi là engur (Chữ hình nêm: 𒇉 LAGAB × HAL; Tiếng Sumer: engur; Tiếng Akkad: engurru - nghĩa đen: ab = 'nước' zu = 'sâu'), là tên của nước ngọt từ mạch nước ngầm, được gắn với đặc tính sinh dưỡng trong thần thoại Sumer và Akkad. Hồ, suối, sông, giếng và các nguồn nước ngọt khác được cho là đều lấy nước từ abzu. Thần thoại Sumer và Akkadian nhắc đến abzu như vùng biển nguyên thủy nằm bên dưới khoảng hư vô của Địa ngục (Kur) và ở trên nữa là Mặt đất (Ma).
Abzu (apsû) được coi như một vị thần trong sử thi sáng tạo Babylon, Enûma Elish. Trong đây, ông là một thực thể nguyên thủy tạo thành từ nước ngọt, cùng tồn tại với Tiamat, thực thể nguyên thủy của nước mặn. Hai người sinh ra thế hệ các vị thần đầu tiên; Apsu cho rằng họ đang âm mưu lật đổ ông nên đã gây chiến với các vị thần mới. Enki tạo ra một câu thần chú khiến Apsu ngủ say và lấy vầng hào quang của Apsu khoác lên mình. Cơ thể Apsu trở thành nơi ở của Enki, cùng với vợ ông Damkina. Trong trái tim của Apsu, Enki và Damkina đã tạo ra thần bão Marduk. Tiamat nổi giận và để trả thù, bà sinh ra mười một con quái vật với cơ thể chứa đầy chất độc để gây chiến. Cuối cùng, Tiamat bị Marduk giết chết. Marduk sau đó tạo ra trời và đất từ cơ thể của Tiamat.

## Dẫn nguồn
1. ↑  Jordan, Michael (1993). Encyclopedia of gods: over 2,500 deities of the world. Internet Archive. New York: Facts on File. tr. 2.